# Tadeusz Zwiefka
Tadeusz Antoni Zwiefka (n. 28 decembrie 1954, Tuchola, Voievodatul Cuiavia și Pomerania, Polonia) este un om politic polonez, membru al Parlamentului European în perioada 2004-2009 din partea Poloniei.